# Stefania
Stefania là một chi động vật lưỡng cư trong họ Cryptobatrachidae, thuộc bộ Anura. Chi này có 18 loài và 28% bị đe dọa hoặc tuyệt chủng.